# Томас Бабінгтон Маколей
Томас Бабінгтон Маколей (1-й барон Маколей, англ. Thomas Babington Macaulay, 1st Baron Macaulay; 25 жовтня 1800, Ротлі, Лестершир, Англія,  — 28 грудня 1859, Лондон) — британський історик і політик. Він багато писав як есеїст на сучасні та історичні суспільно-політичні теми. Також відомий як рецензент багатьох творів сучасників.
Його «Історія Англії» була парадигматичним прикладом історіографії вігів, а його літературний стиль залишається об'єктом вихваляння з моменту його опублікування, в тому числі після широкого засудження його історичних чвар, що стало популярним у XX-у столітті.

## Біографія
Він був сином Захарі Маколея, шотландського горця, який став колоніальним губернатором і аболіціоністом, та Селіни Міллз з Бристоля. Свою першу дитину вони назвали на честь його дядька Томаса Бабінгтона, лестерширського землевласника та політика, який одружився з сестрою Захарі Джен.
Він здобув освіту в приватній школі в Гартфордширі, а згодом і в Трініті коледжі в Кембриджі. Перебуваючи в Кембриджі, Маколей написав багато віршів і виграв кілька призів, зокрема «Золоту медаль канцлера» в червні 1821 року.
Будучи ще молодим хлопцем, він створив балади «Іврі» та «Армада», які згодом включив до складу «Витоків Давнього Риму» — серії дуже популярних віршів про героїчні епізоди римської історії, які він складав в Індії та продовжив у Римі. Остаточно опубліковані в 1842 році. Найвідоміший вірш з них, «Горацій», присвячений героїзму Публія Горація Коклеса.
У 1825 році Маколей опублікував видатний нарис про Джона Мілтона в «Единбурзькому огляді». Він вивчав право, і в 1826 році його покликали до адвокатури, але незабаром він зацікавився політичною кар'єрою.

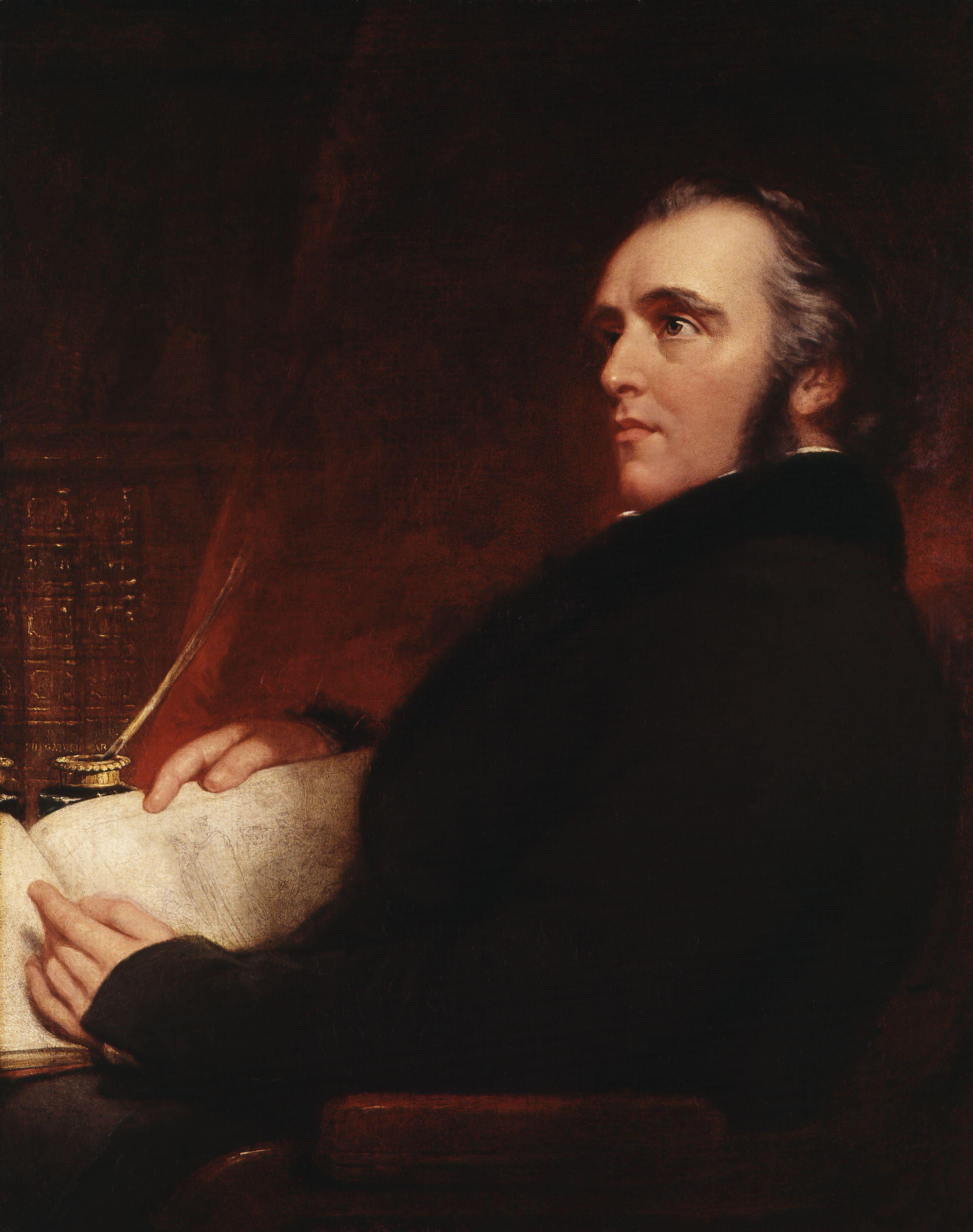
Томас Бабінгтон Маколей. Портрет роботи Джона Патриджа

У 1827 році Маколей опублікував у «Единбурзькому огляді» есе про боротьбу з рабством.
Ніколи не був одружений і не мав дітей. Найсильніші емоційні зв'язки Маколея були до його наймолодших сестер: Маргарет, яка померла, коли він був в Індії, та Ханни. Він міцно прив'язався до дочки Ханни Маргарет, яку він назвав «Баба».
Маколей зберігав пристрасний інтерес до західної класичної літератури впродовж усього життя і пишався своїми знаннями давньогрецької літератури. Ймовірно, у нього була ейдетична пам'ять. Перебуваючи в Індії, він читав усі давньогрецькі та римські твори, які були йому доступні. У своїх листах він описував читання «Енеїди» під час відпустки в 1851 році, і враження красою поезії Вергілія. Він також викладав німецьку, голландську та іспанську мови, а також вільно володів французькою мовою.

### Політична кар'єра
У 1830 році маркіз Лансдаун запросив Маколея стати членом парламенту в маленькому районі Кальна. Його перша промова була за скасування цивільної безправності євреїв у Великій Британії.
Маколей став відомим після серії виступів на користь парламентської реформи. Після прийняття Закону про великі реформи 1833 року він став депутатом від парламентського округа Лідса. Внаслідок реформи представництво Кальна було зменшено з двох до одного депутата, а от Лідс ніколи раніше не був представлений, але після реформи мав вже двох депутатів.

#### Робота в Індії
Після прийняття закону про уряд Індії 1833 року він подав у відставку з посади депутата від Лідса і був призначений першим членом закону Ради генерал-губернатора. Він поїхав до Індії в 1834 р., І працював у Верховній раді Індії між 1834 і 1838 ррФінансовий крах його батька означав, що Маколей став єдиним засобом підтримки своєї родини і потребував більш оплачуваної посади, ніж він міг би обіймати як народний депутат. Після прийняття закону про уряд Індії 1833 року він подав у відставку з посади депутата від Лідса і був призначений першим членом Законодавчої ради при генерал-губернаторі Індії. Він поїхав до цієї країни в 1834 році і працював секретарем цієї ради між 1834 і 1838 роками. У своїй відомій роботі «Протокол про освіту в Індії» від лютого 1835 р. Маколей закликав лорда Вільяма Бентінка, тодішнього генерал-губернатора, реформувати середню освіту за утилітарними ознаками, щоб забезпечити «корисне навчання» — фраза, яка для Маколея була синонімом західної культури. В Індії не було традицій середньої освіти народними мовами. Установи, які тоді підтримувала Британська Ост-Індійська компанія, вели діла або санскритською, або перською мовами. Маколей стверджував, що санскрит та перська мова були не більш доступними, ніж англійська, для носіїв індійських народних мов, а існуючі санскритські та перські тексти мало корисні для «корисного навчання».
Останні його роки в Індії були присвячені створенню Кримінального кодексу як члена провідної комісії з питань права. Після індійського заколоту 1857 року було застосовано кримінально-правову пропозицію Маколея. Індійський кримінальний кодекс надихнув колег у більшості інших британських колоній, і багато із цих законів й досі діють у Пакистані, Сінгапурі, Бангладеш, Шрі-Ланка, Нігерії та Зімбабве, а також в самій Індії.
В індійській культурі термін «діти Маколея» іноді використовується для позначення людей, народжених від індійських предків, але які сприймають західну культуру як спосіб життя чи демонструють позиції, що зазнали впливу колонізаторів («маколеїзм») — вирази, що використовуються зневажливо, як приклади нелояльності для своєї країни та її спадщини. Було зауважено, що Маколей визнав, що «англійські колоністи в Індії поводилися як спартанці, що протистоять ілотам: ми є суверенною кастою, яка володіє абсолютною владою над своїми „кріпаками“.» Але це не викликало жодних сумнівів щодо права вільної Англії здійснювати диктатуру над варварами колоній.

#### Продовження кар'єри по поверненню до Великої Британії
Повернувшись до Великої Британії в 1838 році, він став депутатом від Единбурга в наступному році. У 1839 році — державним секретарем з військових питань при премьєр-міністрі лорді Мельбурні, трохи пізніше — членом Таємної ради. У 1841 році Маколей зайнявся питанням авторського права. Його позиція, з деякими змінами, стала основою авторського права в англомовному світі на багато десятиліть.
Маколей стверджував, що авторське право є монополією і як таке має загальний негативний вплив на суспільство.
Після відставки уряду лорда Мельбурна в 1841 році Маколей став приділяти більше часу літературній роботі. Впродовж 1840-х років Маколей взявся за свою найвідомішу роботу «Історія Англії від Якова Другого», опублікувавши перші два томи в 1848 році. Спочатку він планував звести свою історію до часів правління Георга III. Після публікації перших двох томів він вже сподівався завершити свою роботу смертю королеви Анни в 1714 році. Він повернувся на посаду Головного казначея в 1846 році в адміністрації лорда Джона Рассела.
На виборах 1847 року він втратив депутатство в Единбурзі. Пояснив це гнівом релігійних фанатиків через свою промову на користь збільшення щорічного державного гранту для коледжу Мейнут в Ірландії, який готував юнаків для католицького священства. Також пояснювали його втрату тим, що він нехтував місцевими проблемами.
У 1849 році його обрано ректором Університету Глазго, але на посаді без адміністративних обов'язків, яку студенти часто присуджували людям, що мали політичну чи літературну славу. У 1852 році виборці Единбурга запропонували переобрати його до парламенту. Він погодився, висунувши чітку умову, що не буде проводити агітацію і давати обіцянки на будь-яку політичну тему. Але зрештою нечасто брав участь у засіданнях через поганий стан здоров'я. Нездужання після перенесеного серцевого нападу змусила його відкласти на кілька місяців виголошення подяки перед виборцями в Единбурзі. Він подав у відставку в січні 1856 року.

### Останні роки
У 1857 році став пером як барон Маколей з Ротлі в графстві Лестер, але зрідка відвідував Палату лордів. Був членом комітету, на який було покладено вирішення питання того, які історичні сюжети слід намалювати у новому Вестмінстерському палаці. Необхідність збору справжніх портретів видатних діячів історії для цього проекту призвела до заснування Національної портретної галереї, яка була офіційно створена 2 грудня 1856 року. Маколей був одним із її піклувальників-засновників, а його діяльність відзначена тим, що один з лише трьох бюстів над головним входом був його.

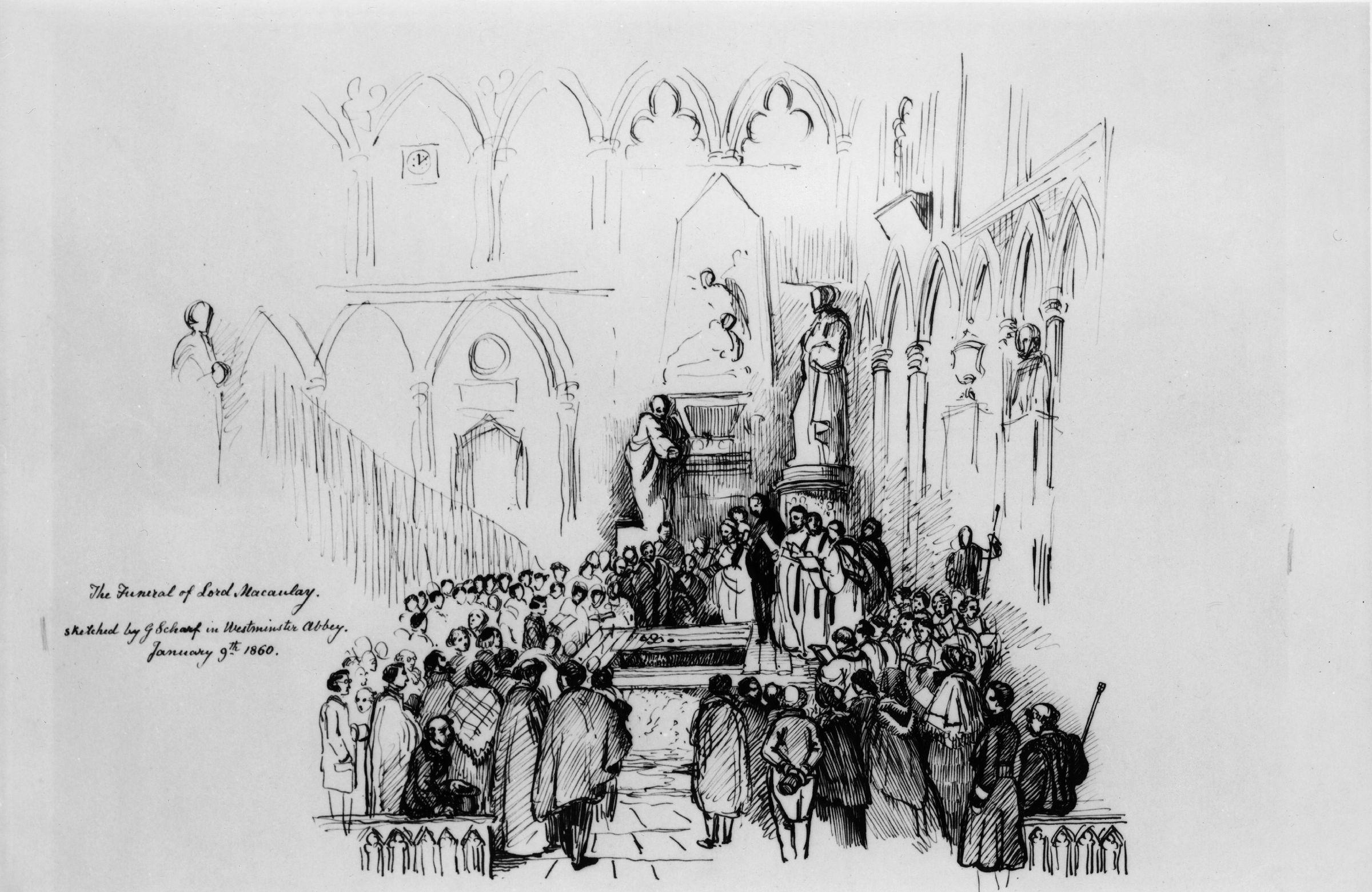
Похорон Томаса Маколея. Картина Джорджа Шарфа

Надалі погане здоров'я все більше ускладнювало йому роботу і життя. Він помер від повторного серцевого нападу 28 грудня 1859 року у віці 59 років, залишивши незавершеною свою основну роботу «Історія Англії». 9 січня 1860 року його поховали у Вестмінстерському абатстві, у «Куточку Поетів». Оскільки у нього не було дітей, його титул був скасований по його смерті.
Племінник Маколея, сер Джордж Отто Тревельян, написав книгу «Життя та листи сера Маколея» про свого знаменитого дядька, яка й досі є найкращою повною біографією Маколея. Його праплемінником є кембриджський історик Джордж Маколей Тревельян.

### Дискусії стосовно праць Маколея
Третій і четвертий томи «Історію Англії від Якова Другого» опубліковані в 1855 році. Після смерті Маколея в 1859 видання було підготовлено до друку його сестрою, леді Тревельян.
Політичні праці Маколея славилися своєю чіткою прозою та впевненим, іноді догматичним акцентом на прогресивній моделі британської історії, згідно з якою країна відкидала забобони, самодержавство і сум'яття, щоб створити збалансовану конституцію та перспективну культуру в поєднанні зі свободою переконань і вираження поглядів. Ця модель людського прогресу отримала назву вігівської інтерпретації історії. Ця філософія найяскравіше з'явилися в нарисах, які Маколей написав для «Единбурзького огляду» та інших публікацій, які були зібрані у вигляді книг і стали бестселерами XIX століття. Пізніше історики критикували підхід Маколея за його однобічність і самовдоволення. Його схильність сприймати історію як драму змусила поводитися з діячами, погляди яких він критикував, як з лиходіями, тоді як тих, кого він схвалював, представляти героями. Маколей доклав значних зусиль, зокрема, щоб звільнити свого головного героя короля Вільгельма III від будь-якої відповідальності за різанину в Гленко. Вінстон Черчилль записав чотиритомну біографію герцога Мальборо, щоб спростувати погляд Маколея на свого предка, висловивши надію «закріпити ярлик „Брехун“ на його мантовому пальто». У 1880 році ліберальний англійський історик Джон Дальберг-Актон визнав Маколея разом з Едмундом Берком і Вільямом Гладстоном) як одного з «трьох найбільших лібералів». У 1888 році він писав, що Маколей «зробив більше, ніж будь-який письменник у світовій літературі, для пропаганди ліберальної віри, і він був не тільки найбільшим, але й найрепрезентативнішим тоді жившим англійцем»
Вільям Швенк Гілберт відзначив дотепність Маколея, зокрема, при описі королеви Анни. Багато істориків того часу нападали на його «Історію вігів».
Джордж Річард Поттер, професор і завідувач кафедри історії Університету Шеффілда з 1931 по 1965 рік, записав:
|  | Попри всі свої лінгвістичні здібності, він, здається, ніколи не намагався вступити в привабливий ментальний контакт з класичним світом або Європою свого часу. Це була неприступна острівність... Однак, якщо його світогляд був острівним, він, мабуть, був британським, а не англійським. |

Пірс Брендон написав, що Маколей — «єдиний британський суперник Гіббону».
Британський історик Вільям Спек (W. A. Speck) написав у 1980 році, що «Історія Англії Маколея все ще викликає повагу в тому, що вона базується на величезному обсязі досліджень».
У 2008 році автор і блогер Волтер Олсон охарактеризував Маколея як «британського класичного ліберала».

## Визнання
Був членом Лондонського королівського товариства (англ. RS), Королівського товариства Единбурга (англ. FRSE), багатьох іноземних академій.

## Твори
- Lays of Ancient Rome[en]
- The History of England from the Accession of James II[en] . Philadelphia: Porter & Coates. 1848 у 5-ти томах
- Critical and Historical Essays у 2-х томах.
- «Social and Industrial Capacities of the Negroes». Critical Historical and Miscellaneous Essays with a Memoir and Index.
- William Pitt, Earl of Chatham: Second Essay (Maynard, Merrill, & Company, 1892, 110 сторінок).
- The Miscellaneous Writings and Speeches of Lord Macaulay, 4 vols.
- The Letters of Thomas Babington Macaulay, 6 vols, edited by Thomas Pinney.
- The Journals of Thomas Babington Macaulay, 5 vols, edited by William Thomas.